# Rijksbeschermd gezicht Amstenrade
Het rijksbeschermd gezicht Amstenrade is een van rijkswege beschermd dorpsgezicht in Amstenrade in de Nederlands-Limburgse gemeente Beekdaelen.

## Beschrijving gebied
Het beschermde gebied bestaat uit het kasteel Amstenrade met tuinen en landerijen, en het tegenover het kasteel gelegen buurtje Aan de Kerk, rondom de parochiekerk O.L. Vrouw Onbevlekt Ontvangen. Beide complexen worden met elkaar verbonden door een bomenlaan.
Het kasteel, waarvan de toren nog gedeeltelijk uit de 17e eeuw stamt, dankt zijn huidige, laatbarokke uiterlijk grotendeels aan een bouwcampagne uit de jaren 1781-84, uitgevoerd naar plannen van de Luikse architect Barthélemy Digneffe. Het L-vormige kasteel ligt aan een voorplein, dat enerzijds wordt begrensd door een uitloper van het park - ter plaatse van de voormalige gracht - en anderzijds door de deels 18e-eeuwse economiegebouwen (stallen, schuren, ed.). Het achterterrein is in de jaren 1815-21 herschapen in een Engels park door de uit Düsseldorf afkomstige architect Schaffer, die tevens de oranjerie ontwierp.
De dorpsbebouwing tegenover het kasteelcomplex bestaat onder meer uit de gerestaureerde woningen Hagedorenweg 1 en 2 en de aangrenzende pastorie uit ca 1800, met de achtergelegen hoeve. Bij de in 1852 gebouwde neogotische parochiekerk, een vroeg ontwerp van Carl Weber, ligt de 18e-eeuwse Kasteelhof met tiendschuur, waarvan de kap op gemetselde spitsbogen rust. Tezamen vormen deze voor een deel witgekalkte panden met het geboomte eromheen een aantrekkelijke aanblik.

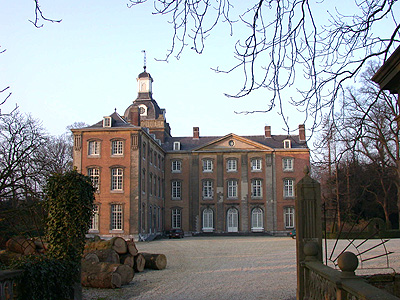
Kasteel Amstenrade
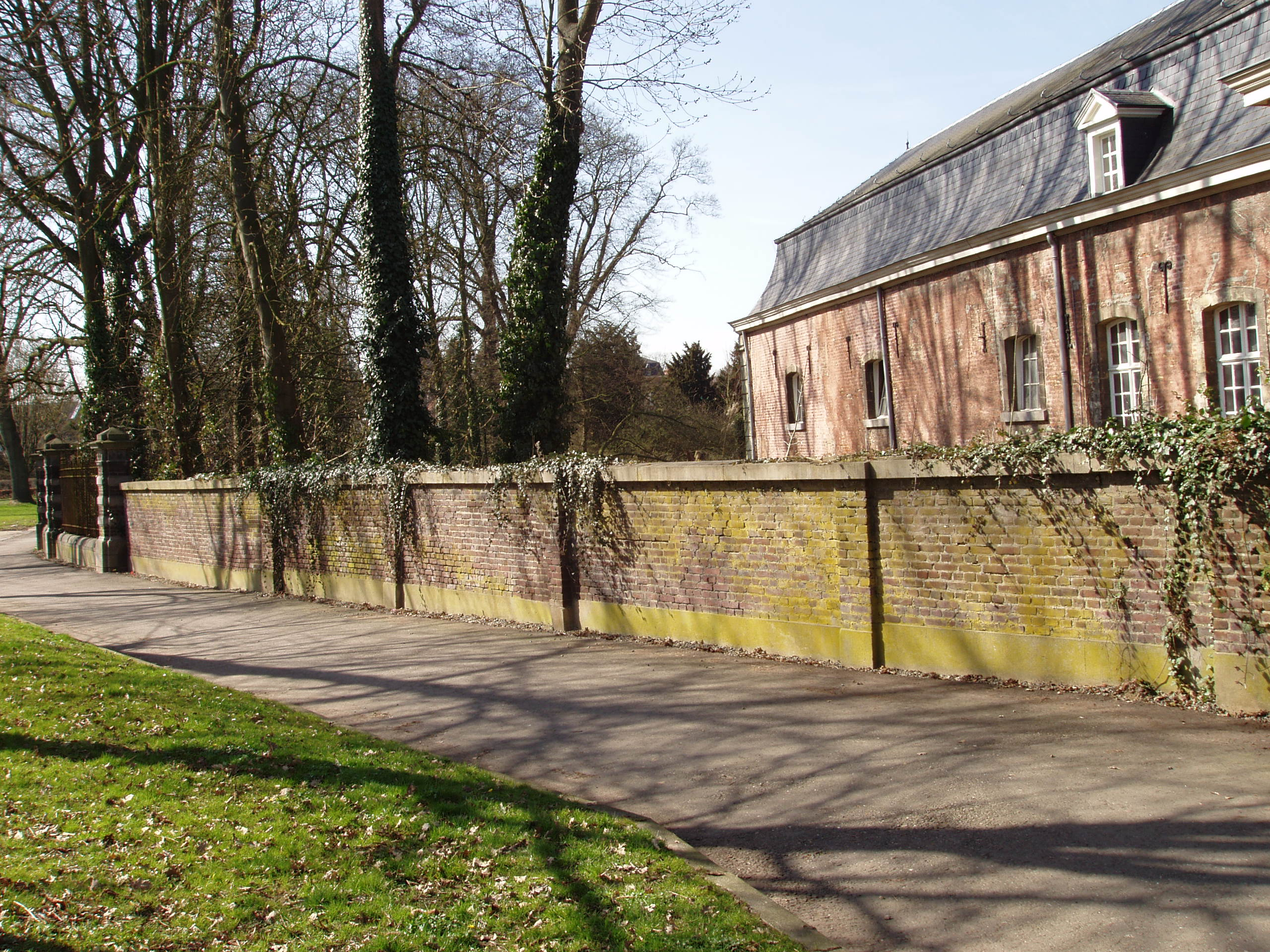
Hagedorenweg
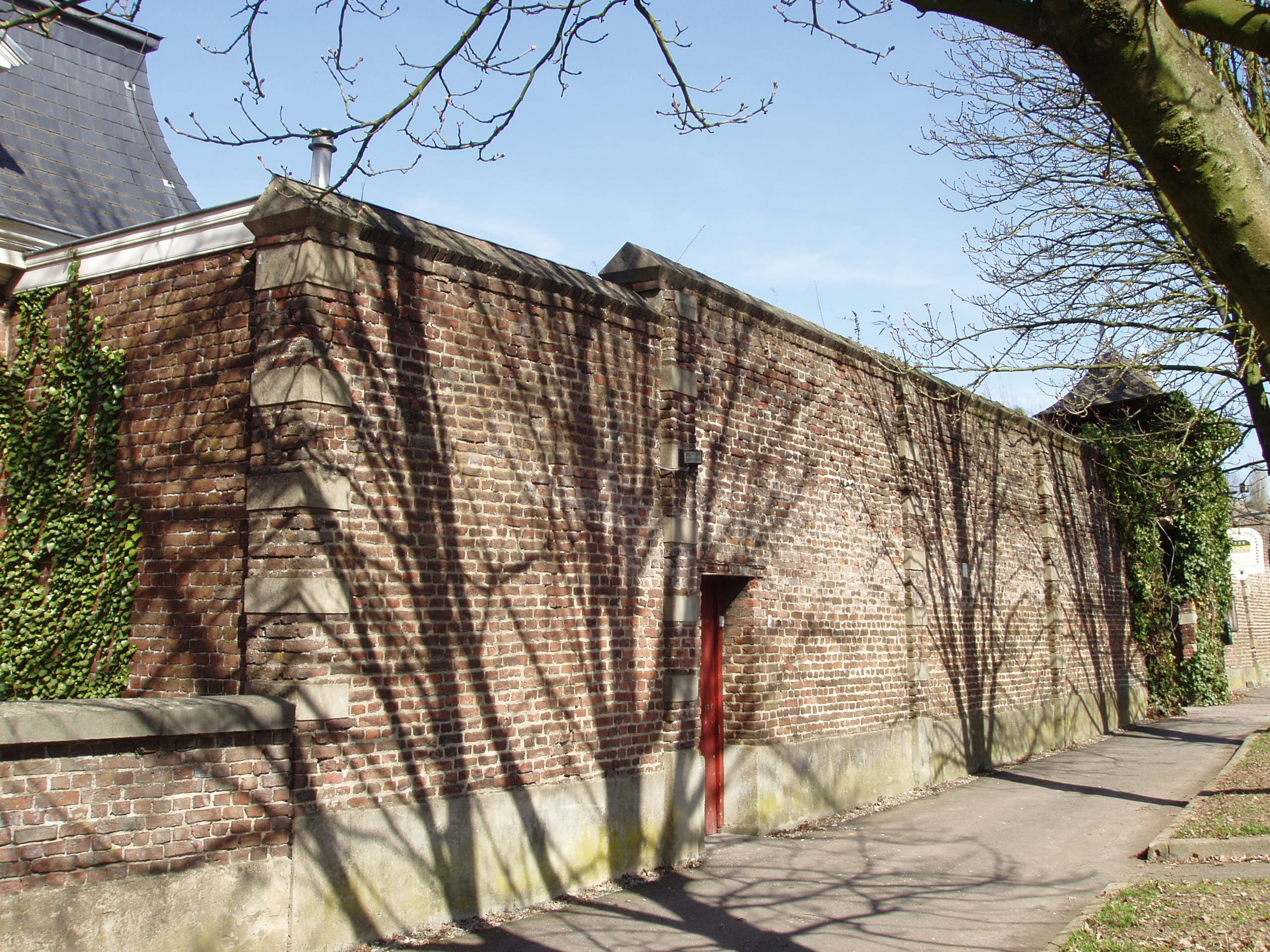
Kemkensweg
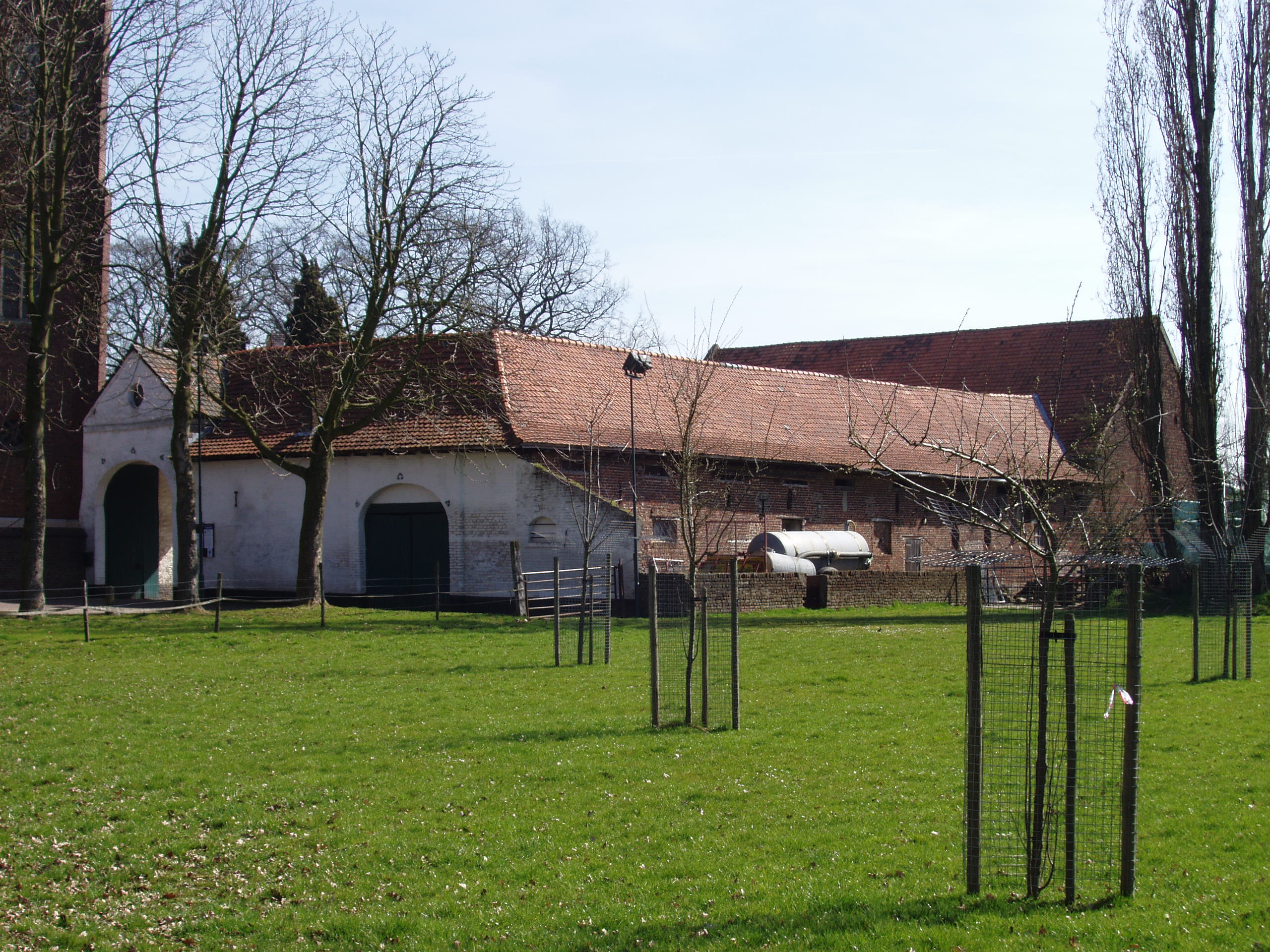
Kasteelhof

## Aanwijzing tot rijksbeschermd gezicht
De procedure voor aanwijzing werd gestart op 27 december 1966. Het gebied werd op 31 maart 1969 definitief aangewezen. Het beschermd gezicht beslaat een oppervlakte van 15,2 hectare. In 1997 werd het beschermde gebied uitgebreid met 6,1 ha, zodat het totale beschermde dorpsgezicht thans een oppervlakte van 21,3 ha beslaat.
Panden die binnen een beschermd gezicht vallen krijgen niet automatisch de status van beschermd monument. Wel zal de gemeente het bestemmingsplan aanpassen om nieuwe ontwikkelingen in het gebied te reguleren. De gezichtsbescherming richt zich op de stedenbouwkundige en cultuurhistorische waardering van een gebied en wil het toekomstig functioneren daarvan veiligstellen.